# Longton, Staffordshire

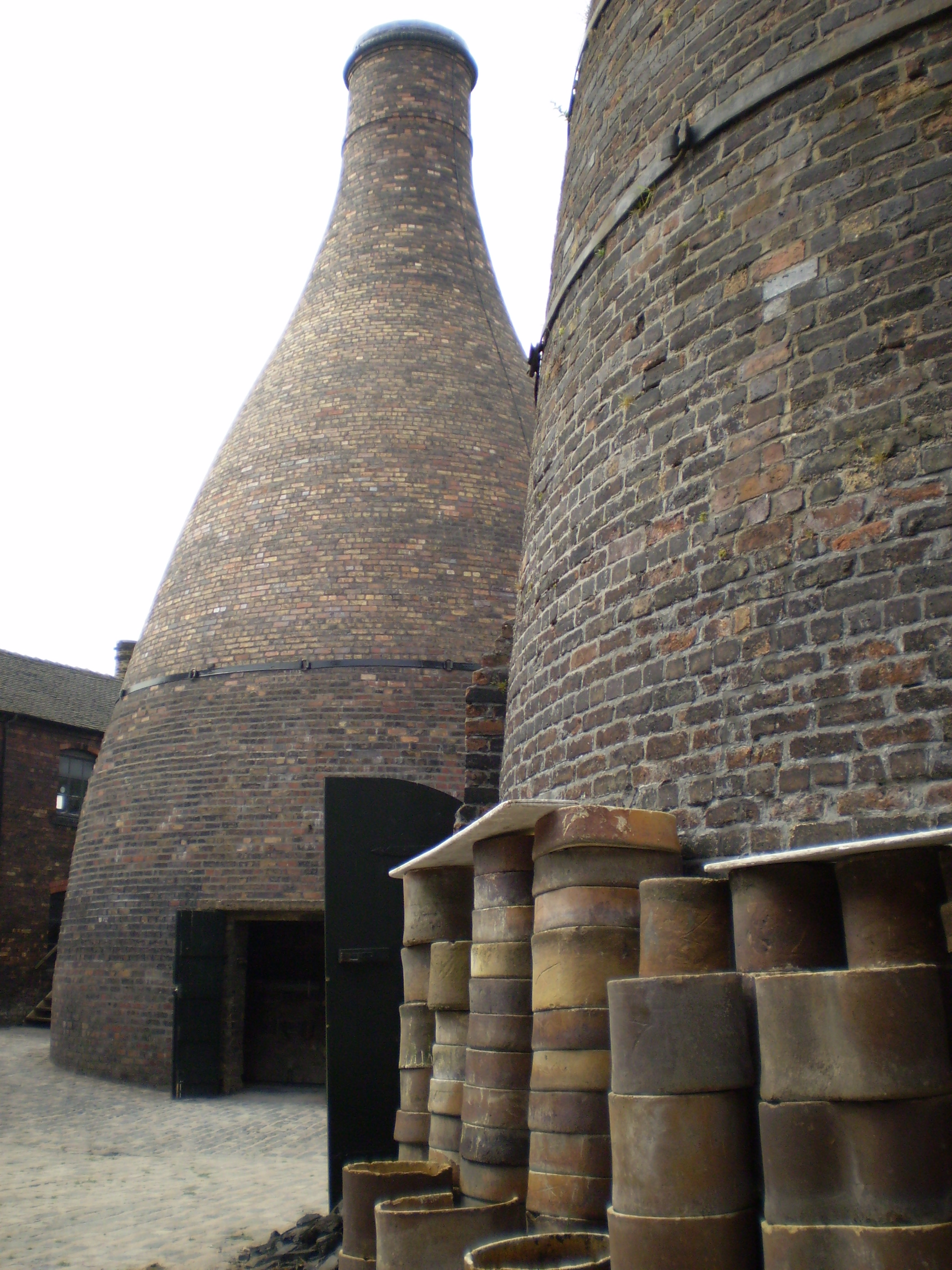
Kalkugn i Gladstone Pottery Museum, Longton.

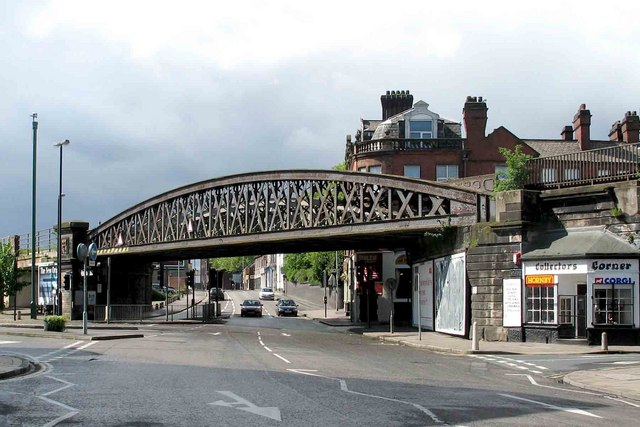
Bro vid Longtons järnvägsstation.

Longton är ett distrikt i södra Stoke-on-Trent, i distriktet Stoke-on-Trent, i grevskapet Staffordshire i England. Det var ett av de sex stadsområden som år 1925 förenades för att forma staden Stoke. Området har en lång historia som bas för den keramiska industrin i staden.
I Longton finns idag en stor moské, Ghalani Noor Mosque, belägen på Chaplin Road. Omkring 3,2 procent av Stoke-on-Trents hela befolkning (cirka 9000 personer) identifierar sig själva som muslimer.
Longton var en civil parish 1894–1922 när blev den en del av Stoke on Trent. Civil parish hade 37 812 invånare år 1921.